# Oliveira de Azeméis
Oliveira de Azeméis is een gemeente in het Portugese district Aveiro.
De gemeente heeft een totale oppervlakte van 163 km² en telde 70.721 inwoners in 2001.

## Plaatsen in de gemeente
- Carregosa, (Vila) - freguesia urbaan
- Cesar, (Vila) - freguesia urbaan
- Fajões, (Vila) - freguesia semi-urbaan
- Loureiro, (Vila) - freguesia semi-urbaan
- Macieira de Sarnes - freguesia semi-urbaan
- Macinhata da Seixa, Macinhata de Seixa - freguesia semi-urbaan
- Madaíl - freguesia semi-urbaan
- Nogueira do Cravo, (Vila) - freguesia semi-urbaan
- Oliveira de Azeméis, (Cidade) - freguesia urbaan
- Ossela - freguesia semi-urbaan
- Palmaz - freguesia semi-urbaan
- Pindelo - freguesia semi-urbaan
- Pinheiro da Bemposta, (Vila) - freguesia semi-urbaan
- Santiago de Riba-Ul - freguesia urbaan
- São Martinho da Gândara - freguesia semi-urbaan
- Travanca, (Vila) - freguesia semi-urbaan
- Ul - freguesia urbaan
- Vila Chã de São Roque, (Vila) - freguesia urbaan
- Vila de Cucujães, (Vila) - freguesia urbaan